# Vithuvad snårskvätta
Vithuvad snårskvätta (Cossypha heinrichi) är en fågel i familjen flugsnappare inom ordningen tättingar.

## Utseende och läten
Vithuvad snårskvätta är en stor (22–23 cm) medlem av familjen med vitt huvud och rödfärgad lång kilformad stjärt som den ofta håller rest och utspridd. Ovansidan är brunaktig, undersidan röd. Bland lätena hörs ljus en repetitiv, ljus och fyllig sång samt ljusa visslingar.

## Utbredning och systematik
Fågeln förekommer på savann och i skogar i nordvästra Angola och angränsande västra Kongo-Kinshasa. Den behandlas som monotypisk, det vill säga att den inte delas in i några underarter.

### Familjetillhörighet
Snårskvättor liksom fåglar som rödhake, näktergalar, stenskvättor, rödstjärtar och buskskvättor behandlades tidigare som en trastar (Turdidae), men genetiska studier visar att den tillhör familjen flugsnappare (Muscicapidae).

## Levnadssätt
Vithuvad snårskvätta hittas i tät undervegetation i galleriskogar. Den ses ofta följa svärmande vandringsmyror.

## Status och hot
Vithuvad snårskvätta har en liten världspopulation bestående av uppskattningsvis endast 6 000–15 000 vuxna individer. Den tros också minska i antal till följd av habitatförlust. Internationella naturvårdsunionen IUCN kategoriserar ändå arten som livskraftig.

## Namn
Fågelns vetenskapliga artnamn hedrar Gerhardt "Gerd" Hermann Heinrich (1896-1984), en polsk-tysk fältentomolog, zoolog och samlare av specimen.